# René-Joseph Urvoy
Le bienheureux René-Joseph Urvoy est un ecclésiastique catholique français né le 25 novembre 1766 à Plouisy et assassiné le 2 septembre 1792 à la prison des Carmes à Paris.

## Biographie
René-Joseph Urvoy est le fils de Jacques Urvoy, meunier, et d'Anne Rivoallan. Après avoir commencé ses études au collège de Tréguier, il les poursuit, avec l'accord de l'évêque Augustin-René-Louis Le Mintier, au grand séminaire de Paris et est reçu docteur en Sorbonne. 
Ordonné prêtre pour le diocèse de Paris, maître de conférences au séminaire des Trente-Trois, il y est arrêté et emprisonné dans l'ancien séminaire Saint-Firmin. Il est massacré en septembre 1792.

## Sources
- Amans-Claude Sabatié, Les tribunaux révolutionnaires en province: Provinces du Nord, 1914
- Amans-Claude Sabatié, Les martyrs du clergé, 1912
- Ivan Gobry, Dictionnaire des martyrs de la Révolution, 1990
- Joseph Grente, Les martyrs de septembre 1792 à Paris, 1919
- 1792, les massacres de septembre : les Carmes, l'Abbaye, Saint-Firmin : Mairie du VIe arrondissement, 11 septembre-4 octobre 1992, Association du souvenir des martyrs, Amis du VIe (Paris, France), 1992